# Europese PGA Tour 1987
De Europese PGA Tour 1987 was het zestiende seizoen van de Europese PGA Tour en bestond uit 28 toernooien.
Dit seizoen stond er twee nieuwe toernooien op de kalender: het Marokkaans Open en de German Masters. Het Belgisch Open verscheen terug op de kalender, maar de Car Care Plan International en het Sanyo Open verdwenen van de kalender.

## Kalender
| Data  | Data  | Toernooi                                          | Baan                                | Land                     | Winnaar          | Score | Score | Info           |
| ----- | ----- | ------------------------------------------------- | ----------------------------------- | ------------------------ | ---------------- | ----- | ----- | -------------- |
| 19-03 | 22-03 | Moroccan Open                                     | Royal Golf Dar Es Salam             | Marokko                  | Howard Clark     | 284   | -8    | Nieuw toernooi |
| 09-04 | 12-04 | Jersey Open                                       | La Moye Golf Club                   | Jersey                   | Ian Woosnam      | 279   | -9    |                |
| 16-04 | 19-04 | Suze Open                                         | Golf Country Club de Cannes Mougins | Frankrijk                | Seve Ballesteros | 275   | -13   |                |
| 23-04 | 26-04 | Madrid Open                                       | Real Club de la Puerta de Hierro    | Spanje                   | Ian Woosnam      | 269   | -19   |                |
| 30-04 | 03-05 | Italian Open                                      | Golf Club Monticello                | Italië                   | Sam Torrance     | 271   | -17   |                |
| 07-05 | 10-05 | Epson Grand Prix of Europe                        | Marriott St. Pierre Golf Club       | Wales                    | Mats Lanner      | -     | -     |                |
| 14-05 | 17-05 | Peugeot Spanish Open                              | Real Club de Golf Las Brisas        | Spanje                   | Nick Faldo       | 286   | -2    |                |
| 22-05 | 25-05 | Whyte & Mackay PGA Championship                   | The Wentworth Club                  | Engeland                 | Bernhard Langer  | 270   | -18   |                |
| 28-05 | 30-05 | London Standard Four Stars National Pro-Celebrity | Moor Park Golf Club                 | Engeland                 | Mark McNulty     | 275   | -13   |                |
| 04-06 | 07-06 | Dunhill British Masters                           | Woburn Golf Club                    | Engeland                 | Mark McNulty     | 274   | -14   |                |
| 10-06 | 13-06 | Peugeot Open de France                            | Golf de Saint-Cloud                 | Frankrijk                | José Rivero      | 269   | -19   |                |
| 17-06 | 20-06 | Volvo Belgian Open                                | Royal Waterloo Golf Club            | België                   | Eamonn Darcy     | 200   | -13   | 3 speelronden  |
| 24-06 | 27-06 | Monte Carlo Open                                  | Golf de Monte-Carlo                 | Monaco                   | Peter Senior     | 260   | -16   |                |
| 02-07 | 05-07 | Carroll's Irish Open                              | Portmarnock Championship Course     | Ierland                  | Bernhard Langer  | 269   | -19   |                |
| 08-07 | 11-07 | Bell's Scottish Open                              | The Gleneagles                      | Schotland                | Ian Woosnam      | 264   | -20   |                |
| 16-07 | 19-07 | The Open Championship                             | Muirfield Golf Club                 | Schotland                | Nick Faldo       | 279   | -5    |                |
| 23-07 | 26-07 | KLM Dutch Open                                    | Hilversumsche Golf Club             | Nederland                | Gordon Brand Jr. | 277   | -11   |                |
| 30-08 | 02-09 | Scandinavian Enterprise Open                      | Ullna Golf Club                     | Zweden                   | Gordon Brand Jr. | 277   | -11   |                |
| 06-08 | 09-08 | PLM Open                                          | Ljunghusens Golfklubb               | Zweden                   | Howard Clark     | 271   | -17   |                |
| 13-08 | 16-08 | Benson and Hedges International Open              | Fulford Golf Club                   | Engeland                 | Noel Ratcliffe   | 275   | -13   |                |
| 20-08 | 23-08 | Lawrence Batley International                     | Royal Birkdale Golf Club            | Engeland                 | Mark O'Meara     | 271   | -17   |                |
| 27-08 | 30-08 | German Open                                       | Frankfurter Golf Club               | Bondsrepubliek Duitsland | Mark McNulty     | 259   | -25   |                |
| 03-09 | 06-09 | Ebel European Masters Swiss Open                  | Golf Club Crans-sur-Sierre          | Zwitserland              | Anders Forsbrand | 263   | -25   |                |
| 10-09 | 13-09 | Panasonic European Open                           | Walton Heath Golf Club              | Engeland                 | Paul Way         | 279   | -9    |                |
| 17-09 | 20-09 | Trophée Lancôme                                   | Saint-Nom-la-Bretèche Golf Club     | Frankrijk                | Ian Woosnam      | 264   | -24   |                |
| 08-10 | 11-10 | German Masters                                    | Stuttgarter Golf-Club Solitude      | Bondsrepubliek Duitsland | Sandy Lyle       | 278   | -10   | Nieuw toernooi |
| 15-10 | 18-10 | Suntory World Match Play                          | The Wentworth Club                  | Engeland                 | Ian Woosnam      | -     | -     |                |
| 29-10 | 01-11 | Portuguese Open                                   | Estoril Palácio Golf Course         | Portugal                 | Robert Lee       | 195   | -12   | 3 speelronden  |

## Order of Merit
De Order of Merit wordt gebaseerd op basis van het verdiende geld.
| Rang | Speler           | Land                     | Prijzengeld (£) |
| ---- | ---------------- | ------------------------ | --------------- |
| 1    | Ian Woosnam      | Wales                    | 253.717         |
| 2    | Mark McNulty     | Zimbabwe                 | 189.304         |
| 3    | Nick Faldo       | Engeland                 | 181.833         |
| 4    | Gordon Brand Jr. | Schotland                | 147.787         |
| 5    | Bernhard Langer  | Bondsrepubliek Duitsland | 141.394         |
| 6    | Seve Ballesteros | Spanje                   | 138.843         |
| 7    | Peter Senior     | Australië                | 126.091         |
| 8    | Rodger Davis     | Australië                | 122.754         |
| 9    | Sam Torrance     | Schotland                | 122.556         |
| 10   | Howard Clark     | Engeland                 | 122.535         |